# 格利博卡 (科洛梅亞區)
48°43′3″N 24°53′39″E / 48.71750°N 24.89417°E
格利博卡（烏克蘭語：Глибока），是烏克蘭的村落，位於該國西部伊萬諾-弗蘭科夫斯克州，由科洛梅亞區負責管轄，面積3.12平方公里，2001年人口256，人口密度每平方公里82.1人。